# Peștera Comăna
Rezervația naturală Peștera Comăna este situată in Munții Perșani pe Râul Comăna.
Rezervația Peștera Comăna se află pe raza satului Comăna de Sus și are o suprafață de
41,562 ha; este cantonată în dolomitele triasicului mediu din muntele Peștera și este situată la
sud de Coloanele de bazalt de la Piatra Cioplită.
Peștera Comăna constituie drumul subteran al pârâului ce iși adună apele de pe platoul
suspendat aflat la sud de muntele Peștera. Peștera are o valoare științifică deosebită din
diverse puncte de vedere (stalagmite de mari dimensiuni, scurgeri parietale masive, bazine cu
cristale sub formă de brăduți, prezența helectitelor, Galeria cu Excentrite, stilolite translucide cu
dimensiuni de până la 1,5 m, cristalicite, cristale de aragonit, planșee suspendate).
Acces: DN1 București-Brașov-Șercaia, DN 1 S Părău-Comăna de Jos, DJ 104N Comăna de Jos-Comăna de Sus, apoi drumul forestier de pe valea Comănii.
Rezervația cuprinde peștera (golul subteran), suprafața de teren situată la exterior, reprezentată de parcelele silvice %93, %96, %97 din U.P.V Comana, Ocolul Silvic Măieruș, precum și o zonă de pășune împădurită. Parcelele amenajistice sunt preluate din amenajamentul silvic întocmit în anul 1991, fiind incluse și pe harta silvică ce face parte integrantă din amenajament.

## Galerie imagini

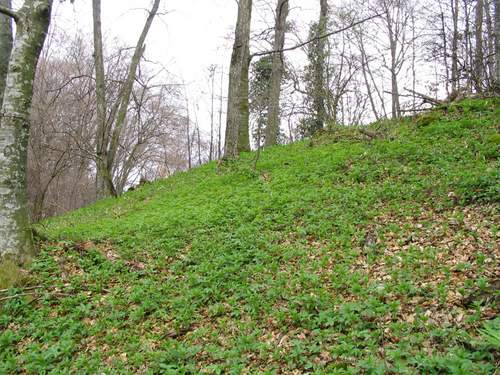
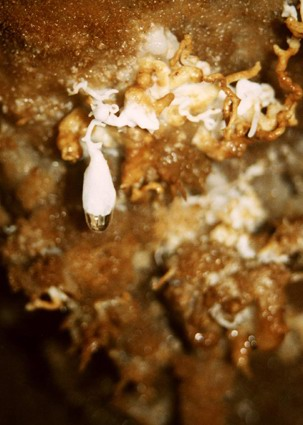
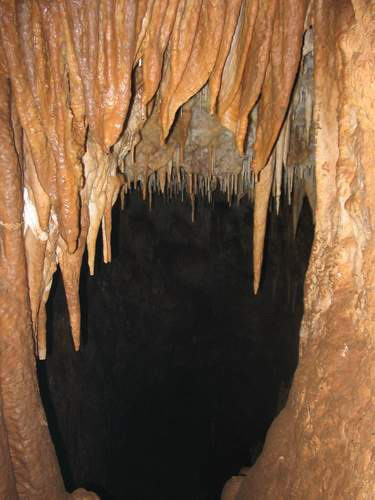